# Danuta Lipowska
Danuta Lipowska, coniugata Szaniecka  (Cracovia, 1931), è un'ex cestista polacca.

## Carriera
Con la Polonia ha disputato i Campionati europei del 1958.